# Jules Boucherit
Jules Eugène Boucherit (* 29. März 1877 in Morlaix; † 1. April 1962 in Paris) war ein französischer Geiger und Violinpädagoge.

## Leben
Boucherit studierte am Conservatoire  de Paris bei Jules Garcin. Mit 27 Jahren gewann er den „Zweiten Preis des Pariser Konservatoriums“. Danach spielte er zusammen mit Jacques Thibaud im Orchester Concerts Colonne und Marcel Chailley wurde sein Assistent. 1956 heiratete Boucherit seine Schülerin Denise Soriano (1916–2006), die selbst eine bekannte Geigerin war.
Jules Boucherit hatte viele Schüler, die selbst berühmt geworden sind, darunter Ginette Neveu, Christian Ferras, Michel Schwalbé, Manuel Rosenthal, der große Jazz-Geiger Michel Warlop, Ivry Gitlis, Michèle Boussinot, Michèle Auclair, Devy Erlih und Janine Andrade.
Während der Besatzungszeit im Zweiten Weltkrieg versteckte er zahlreiche jüdische Musiker vor der Gestapo. Im Dezember 1994 wurde Jules Boucherit postum vom Ausschuss für Yad Vashem in Jerusalem die Medaille der Gerechten verliehen.